# Arbeit (Barnaul)
Arbeit war die erste deutschsprachige Zeitung in der Sowjetunion nach 1945. Sie erschien in Barnaul in Westsibirien von 1955 bis 1957.

## Geschichte
Am 10. Dezember 1955 erschien die erste Ausgabe der Wochenzeitung Arbeit. Sie sollte das Organ der KPdSU für die umgesiedelten Wolgadeutschen in Sibirien sein. Nur wenige Wochen vorher war Bundeskanzler Adenauer in Moskau gewesen, was zur Verbesserung der Lebenssituation der deutschsprachigen Minderheit in der Sowjetunion führte.
Die Arbeit erschien wöchentlich mit vier Seiten. Sie berichtete vor allem über Themen in der Region, mit deutlichen ideologischen Grundinhalten. Alle zwei Wochen gab es eine Literaturbeilage mit Gedichten und Erzählungen sowjetdeutscher Autoren.
Der Chefredakteur Wiktor Pestow war vorher acht Jahre bei der sowjetischen Täglichen Rundschau in Berlin gewesen, zuletzt als stellvertretender Chefredakteur, sein Stellvertreter Leo Malinowski war von 1945 bis 1948 als Dolmetscher und Presseoffizier in Berlin tätig gewesen.
Diese vertraten die ideologischen Positionen der KPdSU.
Dazu kamen sowjetdeutsche Mitarbeiter.
In der folgenden Zeit entwickelte sich die Arbeit zu einer bei vielen Sowjetdeutschen anerkannten Zeitung, die auch deren Anliegen stärker zur Sprache bringen konnte. Es gab 1956 ein Lesertreffen mit etwa 250 Teilnehmern und künstlerischen Darbietungen, das zu einem Volksfest wurde, sowie danach mehrere Leserkonferenzen.
Es konnte auch etwas offener über die schwierige Vergangenheit der Sowjetdeutschen in den Kriegsjahren geschrieben werden, was durch die politische Tauwetterperiode in dieser Zeit möglich war.
Am 27. April 1957 musste die Arbeit ihr Erscheinen einstellen, ihr wurden nationalistische Tendenzen und Weitergabe geheimer Informationen vorgeworfen.
Stattdessen erschienen seit dem 1. Mai 1957 die neue zentrale Parteizeitschrift Neues Leben für die Sowjetdeutschen sowie die Wochenzeitung Rote Fahne  für die Deutschen in Sibirien. Die meisten Mitarbeiter der Arbeit schrieben dann für eine dieser beiden Zeitungen.
Zu den sowjetdeutschen Redakteuren der Arbeit gehörten Andreas Kramer, Joachim Kunz, Johann Warkentin und Peter May. Der ehemalige Lehrer Joachim Kunz leitete die Briefabteilung. Als Dorfkorrespondenten unterstützten sie Waldemar Spaar, Peter Klassen, Leo Maier, Georg Rau, Ewald Katzenstein und weitere.
Zu den Autoren von literarischen Texten gehörten
Victor Klein, Sepp Österreicher (Boris Brainin) und Herbert Henke. 
Insgesamt erschienen 226 literarische Texte in der Arbeit.